# شركة نفط (مقاطعة اشتهارد)
شركة نفط (بالإنجليزية: Tolombeh Khaneh-ye Shorket Nafat)‏ هي مستوطنة تقع في قسم بلنغ آباد الريفي (مقاطعة اشتهارد) في إيران. يقدر عدد سكانها بـ 72 نسمة .